# Paddock Park
Paddock Park ist eine 2007 gegründete Post-Hardcore-Band aus Jacksonville/Florida.
Sie löste sich 2009 auf und fand im Oktober 2016 erneut zusammen.

## Geschichte
Die Band bestand aus den Musikern Jason Neil (Gesang), John Copeland(Gitarre, Gesang), Tim Brant (Gitarre), Bobby Scruggs (Schlagzeug), Sanders Dukes (Bass) und Brian Calzini, welcher bereits bei Sleeping with Sirens und zusammen mit A Day to Remember spielte. Calzini ist Gründer der Gruppe We Are Defiance, welche im März 2011 ihr Debütalbum Trust In Few bei Tragic Hero Records veröffentlichten.
2008 unterzeichnete Paddock Park einen Plattenvertrag mit Eulogy Recordings (Set Your Goals, Evergreen Terrace, Bury Your Dead, Walls of Jericho, On Broken Wings, I Killed the Prom Queen und weitere), wo sie 2008 ihr Debütalbum A Hiding Place For Fake Friends veröffentlichten. Produziert wurde das Album von Tom Denney, einem ehemaligen Musiker der Band A Day to Remember. Geschrieben wurden die Texte von Brian Calzini. Das Album ist in Deutschland, Großbritannien, den USA und in Italien erhältlich.
Nach einem Disput mit der Band verließ Frontsänger Brian Calzini die Band während ihrer US-Tour. Zwei Tage später folgte ihm der zweite Sänger, welcher angab aus persönlichen Gründen die Band verlassen zu wollen, sodass die Band ihre Tour zu viert ohne Sänger beenden musste. Zwei Wochen nach diesem Vorfall löste sich die Band auf.
Am 14. Oktober 2016 wurde bekannt, dass We Are Defiance ihr Comeback geben würden. Es wurde ein Konzert für Februar 2017 angekündigt bei der auch Paddock Park auftreten und ihre Rückkehr in die Musikszene feiern werden. Allerdings gab Calzini bekannt, dass er nicht mit den ehemaligen Musikern der Band plane, stattdessen mit den Musikern seiner Band We Are Defiance unter dem Namen Paddock Park firmieren wolle.

## Diskografie

### Alben
- 2008: A Hiding Place For Fake Friends (Eulogy Recordings)